# Sin megami tenszei: Strange Journey
A Shin Megami Tensei: Strange Journey (真・女神転生 STRANGE JOURNEY; magyaros átírással Sin Meagami Tenszei STRANGE JOURNEY) egy RPG játék amit az Atlus készít és ad ki Nintendo DS-re. A Megami Tensei sorozat tagja. Japánban 2009. október 8-án adják ki.
A játékos egy japán katona lesz akit a csapatával kiküldenek a Déli-sarkra, hogy megvizsgáljanak egy abnormális területet a „Shubarutsubaasu”-t.

## Történet
A 21. század kezdetén a Déli-sarkon atomrobbanás történt és ez okozza a „Shubarutsubaasu”-t (シュバルツバース; magyaros átírással Subarucubaaszu), ami az emberiség végét is jelentheti. Egy fekete lyuk jelenik meg a térségbe és napról napra növekszik a mérete. Az ENSZ a világ minden pontjáról kutatókat küld a térségbe, hogy vizsgálják ki az esetet. A kutatók amikor odaérnek rájönnek, hogy démonok szállták meg a Földet.

## Szereplők
A főhős egy japán katona, aki három bajtársával együtt dolgozik a Red Sprite-on. Ezt a csapatot Gore kapitány (ゴア隊長; Hepburn: Goa-taichō; magyaros átírással Goa-taicsó) vezeti. Ennek a csapatnak tagja még Jimenez (ヒメネス; Hepburn: Himenesu; magyaros átírással Himeneszu), egy amerikai kutató és Zelenin (ゼレーニン; Hepburn: Zereenin), egy orosz tudós. A csapat a Demonica ruhát viseli, hogy beléphessen a Shubarutsubaasu-ba.

## Fejlesztés
Az első információk a játékról egy teaser oldalon voltak láthatóak. A japán Famitsu egyik számában négy új szereplő és két új démon volt látható.

## Fordítás
- Ez a szócikk részben vagy egészben a Shin Megami Tensei: Strange Journey című angol Wikipédia-szócikk fordításán alapul.  Az eredeti cikk szerkesztőit annak laptörténete sorolja fel. Ez a jelzés csupán a megfogalmazás eredetét és a szerzői jogokat jelzi, nem szolgál a cikkben szereplő információk forrásmegjelöléseként.

## Külső hivatkozások
- Hivatalos japán weboldal
- Hivatalos angol weboldal